# 하일 (방송인)
하일(河一, 1960년 11월 14일 ~ )은 대한민국에서 활동하는 미국의 변호사, 외국인학교 설립자, 방송인, 대학 교수, 정치인이다. 유타주 출신이며 대한민국으로 귀화하기 이전의 이름은 로버트 브래들리 할리(영어: Robert Bradley Holley)이다. 광주외국인학교를 설립하였다.

## 생애
1960년 11월 14일, 미국 유타주 프로보에서 태어났다. 그의 9대조는 메이플라워호 선장이었던 윌리엄 브래드퍼드이다.
1978년 예수그리스도후기성도교회에서 해외 선교 활동으로 대한민국에 처음 방문하였고, 미국으로 돌아가 웨스트버지니아 대학교 로스쿨을 나온 후 국제법 전문 변호사가 됐다. 미국에서 변호사로 활동하다가 다시 대한민국에 들어와 1985년부터 부산에서 생활하면서 1987년 한국인 여성 명현숙과 결혼하였으며, 슬하 3남을 두고 있다. 부산 사투리를 구사하며 다양한 예능 프로그램에 출연했다.
1997년 대한민국에 귀화하면서 하일(河一)로 개명하였고, 영도 하씨(影島 河氏)의 시조가 되었다. 부산광역시 영도구는 하일이 처음 대한민국 생활을 시작한 장소이다. 둘째 아들 하재욱은 병역의 의무를 수행한 예비역이라고 한다.
1996년 부산외국인학교, 1999년 광주외국인학교를 설립하였다. 2001년 전북외국인학교도 설립하였지만, 경영난으로 인하여 폐쇄하였다.

## 트리비아
2016년 3월 11일 제20대 국회의원 선거에서 새누리당 비례대표 후보자 추천신청서를 제출했지만, 성사되지는 못하였다.

## 사건·사고 및 논란
2019년 4월 8일 마약류 관리에 관한 법률 위반 혐의로 경기남부지방경찰청 사이버수사대에 체포됐다. 그러나 4월 10일 구속기각됐다. 하일은 4월 초 서울 자택에서 인터넷으로 구매한 필로폰을 투약한 혐의를 받고 있다. 하일과 함께 필로폰을 투약했던 남성은 "할리와 연인 관계로 함께 마약했다"고 진술한 것으로 알려졌다. 필로폰 투약 혐의로 경찰에 체포된 방송인 하일은 방송 출연 금지 명단에 올라야만 했으나 현재 MBC와 SBS에서 해제됐다.
또한 필로폰 투약 사건의 여파로 미국 국무부는 하일에게 발급됐던 미국 비자를 취소시켰으며, 이 때문에 2020년 3월 모친상을 당했을 때도 비자를 받지 못해 장례식에 참석하지 못했다.
필로폰 사건 이후 그는 말초 신경초종양이라는 희귀 암에 걸려 수술을 받았으며, 인요한 박사가 케어한 것으로 알려졌다.

## 학력
- 미국 브리검영대학교 정치외교학과 학사
- 미국 웨스트버지니아 주립 대학교 대학원 법학과 법학 JD

## 경력
- 1996년 부산외국인학교 설립
- 1999년 광주외국인학교 설립
- 2001년 전북외국인학교 설립

## 국적
1997년 하일은 대한민국으로 귀화하면서 한국 국적자가 되었고, 귀화자에 본 국적을 포기하는 요구하는 대한민국의 국적법에 따라 미국 국적을 포기하였다. 하일의 아들들은 본래 단독 미국 국적이었지만, 아버지의 귀화로 인해 후천적인 복수국적이 되었다. 이후 본인들이 대한민국의 병역을 해결하고 이중국적이 될 수 있고, 국적 선택도 가능하다.

## 출연작

### 라디오
- EBS FM 《폰폰 잉글리시》
- 아리랑 라디오 《Travel Bug》

### TV
- 《토크쇼 회전목마》 (부인 명현숙씨와 출연)
- 《주한외국인 명사 가요초대》
- 《주부를 위하여》
- 《코미디 세상만사》 - 이밤의 끝을 잡고
- 《96 진기명기》(1996년)
- 《체험 삶의 현장》(1996년)
- 《가족오락관》
- 《추석특집 가족오락관》
- 《10시 임성훈입니다》
- 《테마탈출》
- 《엄앵란 이택림의 사랑방》
- 《밤과 음악사이》
- 《이홍렬쇼》
- 《코미디 뮤지컬 홍도VS금순》
- 《도전 불가능은 없다》
- 《TV는 사랑을 싣고》
- 《TV데이트》
- 《기쁜 우리 토요일》
- 《테마게임》
- 《천만원게임》
- 《밤의 이야기쇼》
- 《고향은 지금》
- 《특종 비디오저널》
- 《한가위 가요축제》
- 《98 스타대예언》
- 《추석특집 금강산퀴즈쇼》
- 《좋은아침》
- 《우리 가족 사랑 만들기》
- 《세상의 아침》
- 《풍물기행 세계를 가다》
- 《추석특집 신동천하》
- 《코미디 하우스》
- 《환상의 짝꿍》
- 《글로벌 붕어빵》
- 《쇼 토요특급》 - 영어코너 YES I CAN
- 《개그콘서트》 - 200회 특집
- 《웃음을 찾는 사람들》 - 부산 특집
- 《여유만만》
- KBS1 《아침마당》
- KBS2 《1 대 100》
- KBS2 《세대공감 토요일》
- 《비타민》
- 《글로벌토크쇼 헬로헬로》
- 2013년 6월 30일 일요일 KBS1 《강연 100℃》
  - 강연주제 : 정(情)때문이라예
  - 공감온도 : 97℃
- MBN 《맛있는 수다》
- 《과학 실험 - 하와이》
- 《Good Morning 미스터 할리》꼭지 진행 - KNN 부산경남방송(구 PSB 부산방송)의 아침 프로그램의 영어회화 꼭지
- 채널A 《이제 만나러 갑니다》
- KBS1 《한국 한국인》
- 대전MBC 《토크앤조이》 ... 게스트(2016년)

### 드라마, 시트콤
- 1996년 MBC 특집시트콤 《이홍렬의 음식남녀》
- 1996년 MBC 청춘시트콤 《남자 셋 여자 셋》
- 1996년 HBS 일일시트콤 《삼층집 사람들》
- 1997년 SBS 특집시트콤 《미스 & 미스터》
- 1999년 SBS 일요시트콤 《LA 아리랑》
- 2003년 SBS 일일시트콤 《압구정 종갓집》
- 2005년 SBS 주간시트콤 《귀엽거나 미치거나》
- 2009년 MBC 여름특선드라마 《탐나는도다》 - 박연 역
- 2011년 tvN 월화드라마 《버디버디》 - 윤광백 역
- 2012년 KBS 월화드라마 《울랄라 부부》 - 존 스미스 역 (특별출연)
- 2013년 웹드라마 《방과 후 복불복》 - 서강준 아빠 역 (특별출연)

### 영화
- 2012년 《강철대오: 구국의 철가방》 - 쉐인교수 역
- 2015년 《막걸스》 - 교감 역

### 광고
- 롯데제과 - 빈츠(과자류)
- 롯데푸드 - 돼지바(빙과류)
- 농심 - 쌀국수 뚝배기(면류) - 유행어 "한 뚝배기 하실래예?"
- 한국 맥도날드 - 맥립(햄버거)
- 현대전자 - 걸리버(휴대 전화) - 유행어 "걸면 걸리니까 걸리버지예?"
- SK텔레콤 - LTE 서비스(휴대 전화)
- 부산상조(상조업)
- 국제신문
- 그린손해보험
- 미도식품 - 또래어묵 (어묵식품)
- 대우전자 - 대우 탱크냉장고 동시만족 - 유행어 수박 내레이터 "냉장고은 신선도 있지 냉각속도가 두배?" "신선하고?"
- 세정 - 인디안모드
- 농심 - 농심 쌀국수 짬뽕(면류) - 유행어 "쌀국수짬뽕 하실래예?", "쌀짬뽕 하실래예?", "한짬뽕 하실래예?"
- 축산업협동조합 - 축협우유(이참, 이다 도시, 강호동과 함께 출연)

## 저서
- 《로버트 할리가 영어로 쓴 채근담》
- 《로버트 할리의 Pizza English》
- 《로버트 할리의 Candy English》
- 《할리는 가정부 하니는 왕비라예》

## 홍보대사
- 2004년 전라북도 명예홍보대사
- 2007년 강남구 홍보대사
- 2010년 코레일 홍보대사
- 2012년 경남고성공룡세계엑스포 홍보대사

## 같이 보기
- 이참
- 박노자
- 스티브 린턴
- 샘 해밍턴
- 제프리 존스
- 인요한
- 모모세 다다시
- 티모시
- 이다 도시
- 김린
- 영도 하씨
- 강호동